# Ytterskär, Helsingfors
Ytterskär, finska: Ulkokari, är en ö i Finland. Den ligger i Finska viken och i kommunen Helsingfors i landskapet Nyland, i den södra delen av landet. Ön ligger nära Helsingfors.
Öns area är 0,9 hektar och dess största längd är 150 meter i öst-västlig riktning. Närmaste större samhälle är Helsingfors, 8,7 km norr om Ytterskär.